# Barbara Torelli
Barbara Torelli (ur. ok. 1475 w Montechiarugolo, zm. po 7 listopada 1533 w Bolonii) – włoska poetka renesansowa.

## Życiorys

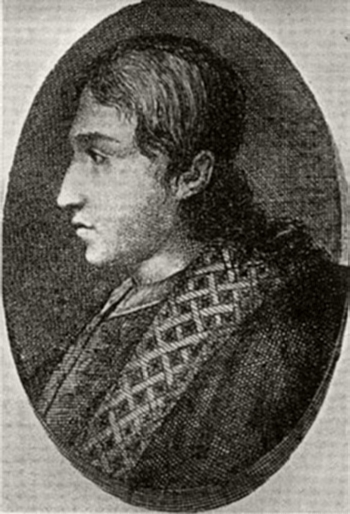
Ercole Strozzi

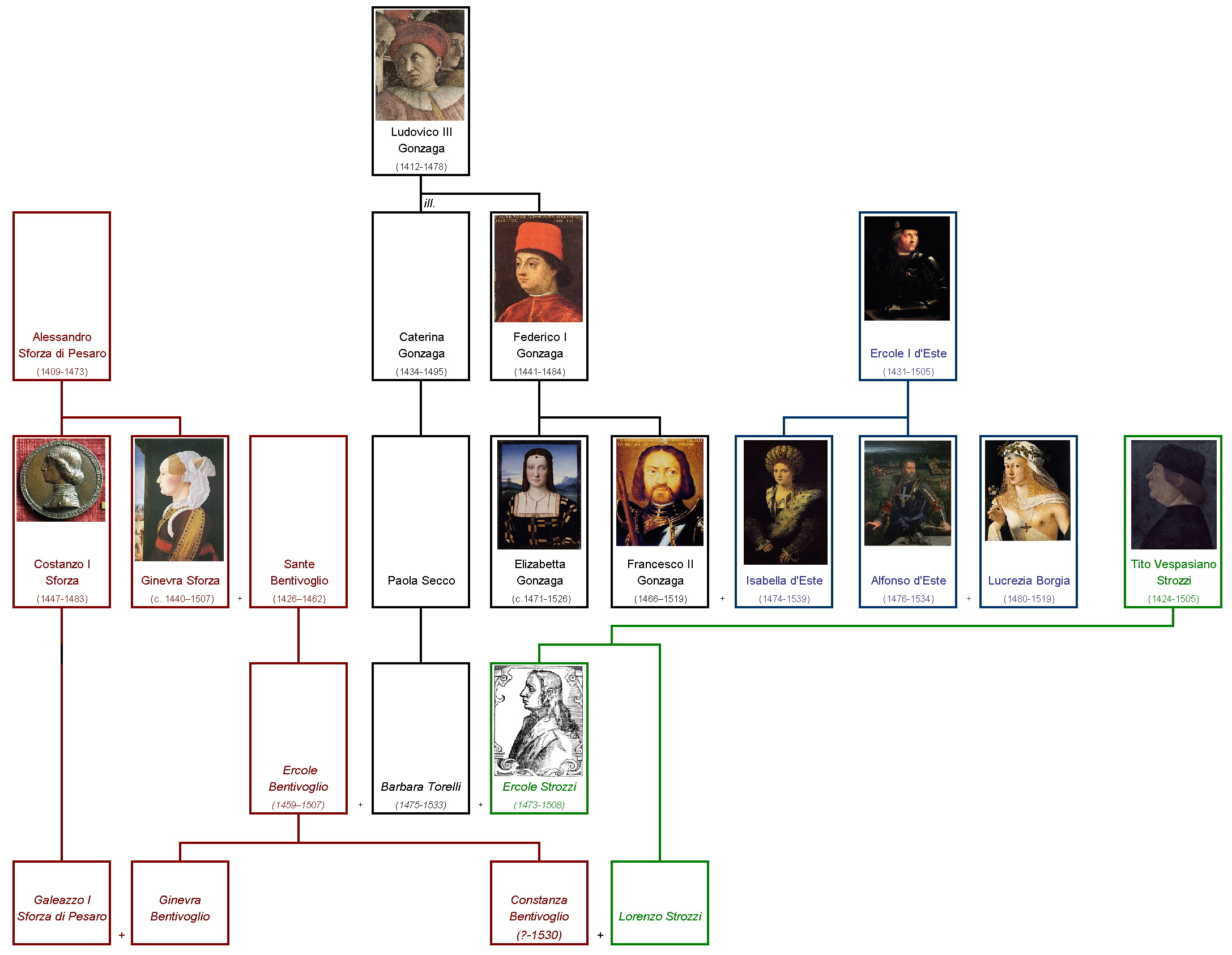
Drzewo genealogiczne Barbary Torelli

Barbara Torelli urodziła się około 1475 roku. Wiadomości na temat jej życia są skromne i niepewne. Była córką Marsiglia, hrabiego Montechiarugolo. W 1491 poślubiła Ercolego Bentivoglia. Wkrótce jednak porzuciła męża, zakochawszy się w poecie Ercolem Strozzim, synu Tytusa Wespazjana Strozziego, znanego liryka łacińskojęzycznego.
Gdy w czerwcu 1507 zmarł Bentivoglio, małżeństwo ze Strozzim stało się możliwe. Barbara wyszła za niego za mąż w 1508. Niedługo potem, 6 czerwca tego samego roku, Strozzi stał się ofiarą zamachu. Zasztyletowano go na głównym placu Ferrary, miał podcięte gardło i 22 rany kłute. Niekiedy wskazuje się, że inicjatorem zbrodni była rodzina Bentivoglio, na co brak dowodów. Wiadomo jednak, że ówczesne poczucie honoru dopuszczało możliwość krwawej zemsty na niewiernej żonie lub siostrze i na rywalu. Możliwe jest też, że Strozziego kazał zasztyletować książę Alfons I d’Este, w odwecie za pośrednictwo w romansie pomiędzy jego żoną Lukrecją Borgią a Pietrem Bembem.
Poetka zmarła w Bolonii w 1533 roku. Literatką była też jej prawnuczka Barbara Torelli Benedetti.

## Sonet
Barbarze Torelli przypisuje się sonet, rozpoczynający się od słów Spenta è d’Amor la face, il dardo è rotto (Pochodnia miłości zgasła, jej strzała jest już złamana), napisany po tragicznej śmierci Ercolego Strozziego. Rymuje się on „ABBA – BAAB – CDE – ECD”. Poetka ubolewa, że nie może razem z ukochanym wstąpić do grobu, w którym on znalazł się z wyroku przeznaczenia po zaledwie trzynastu dniach, od kiedy się pobrali. Pisze też, że chciałaby ogrzać lód, w który się przemienił, własnym ogniem, łzami zmoczyć jego prochy, a następnie odważnie pójść z nim przed oblicze tego, który zastawił na niego pułapkę i powiedzieć mu wprost: „Potworze, miłość może wygrać”. Na język angielski omawiany utwór przełożył Marc A. Cirigliano.